# 1997 في أستراليا
فيما يلي قوائم الأحداث التي وقعت خلال عام 1997 في أستراليا.

## سياسة

### تعيين في المنصب
- 8 سبتمبر – برايان كينيدي Director of the National Gallery of Australia ‏.
- 25 سبتمبر – مارك فيل Minister for Infrastructure, Transport, Regional Development and Local Government [الإنجليزية]‏.

## رياضة
- 9 مارس – جائزة أستراليا الكبرى 1997 الفائز ديفيد كولتهارد.

## أفلام
من الأفلام التي صدرت هذه السنة في أستراليا:
- 21 يناير – تألق من إخراج سكوت هيكس.
- 31 ديسمبر – أوسكار و لوسيندا من إخراج جيليان آرمسترونغ.

## موسيقى

### أغاني
من الأغاني التي صدرت هذه السنة في أستراليا:
- 8 سبتمبر – سوم كايند أوف بليس من غناء كايلي مينوغ.
- 1 نوفمبر – ديد إت أغين من غناء كايلي مينوغ.

## مواليد

### يناير
- 11 يناير – كودي سيمبسون[1]

### مايو
- 8 مايو – أليكس غيرسباتش لاعب كرة قدم أسترالي.[2]

## وفيات

### أبريل
- 23 أبريل – دوروثي هيل (مواليد 1907)[3]

### مايو
- 2 مايو – جون إيكلس (مواليد 1903)[4]